# 千里长城
千里长城，是高句丽和高丽在7世纪和11世纪在辽东和朝鲜半岛北部修建的军事防御工事名称。

## 高句丽时期
在高句丽成功抵御隋朝百万大兵的入侵之後，为了防止來自於唐朝的进攻，高句丽631年开始在辽东修建军事防御系统。 工程由渊盖苏文监督于647年完工。当年渊盖苏文杀死了高句丽荣留王，立高宝藏为王，并摄政。
该防御工事北到扶余城（今吉林农安）南到渤海，长约千里。

### 主要城堡
- 卑沙城（／Bisa fortress）――今辽宁大连金州区
- 建安城（／Geonan fortress）――今辽宁营口盖县
- 安市城（／Ansi fortress）――今辽宁海城市
- 白巖城（／Baegam fortress）――今辽宁辽阳市灯塔市
- 辽东城（／Yodong fortress）――今辽宁辽阳市
- 盖牟城（／Gaemo fortress）――今辽宁盖州市
- 玄菟城（／Hyeondo fortress）――今辽宁沈阳市
- 新城  （／Shin fortress）――今辽宁抚顺市
- 扶余城（／Buyeo fortress）――今吉林长春市农安县

## 高丽时期
1033到1044年，高丽德宗下令在朝鲜半岛北部修建长达大约1000里的防御工事以抵御契丹和女真的入侵。该工程在靖宗时期完成。长城由保州东，经威望，沿清川江、大同江上游，向东逾大岭，中经定平（今朝鲜定州），东止于都连浦。从此，清川江和朝鲜古长城成为辽丽的分界线。